# Ultima Thule (film fra 1968)
|  | Denne artikel er oprettet af botten PalnaBot ud fra en ekstern database. Den kan derfor have sproglige fejl eller mangler. Denne skabelon kan fjernes efter kontrol af indholdet. |

 For alternative betydninger, se Ultima Thule. (Se også artikler, som begynder med Ultima Thule)
Ultima Thule er en film instrueret af Jørgen Roos efter manuskript af Jørgen Roos.

## Handling
I Thule lever stadig omkring 600 polareskimoer. Ved anlægget af Thule-basen blev de flyttet fra deres oprindelige boplads til den nyopførte danske administrationsby K-anak, og selv om de opretholder livet som fangere, er de en minoritet, som tydeligvis er truet af undergang. Filmen er en dokumentarisk skildring af Thule-eskimoernes dagligliv under disse vilkår, der yderligere forværredes ved nedstyrtningen af den amerikanske brintbombemaskine i januar 1968, hvor der blev udstedt jagt- og fiskeriforbud i hele området.